# Red Bull RB19
A Red Bull RB19 egy Formula–1-es versenyautó, melyet a Red Bull Racing készített és versenyeztetett a 2023-as Formula–1 világbajnokságban. Pilótái a címvédő világbajnok Max Verstappen és Sergio Pérez voltak. Az autókat a névleg is visszatérő Honda motorjai hajtották, Honda RBPT (Red Bull Powertrains) néven.
Az RB19-es a Formula–1 történetének egyik legdominánsabb autója. Egy kivételével az összes versenyt (sorozatban az idény első 14 versenyét) és egy kivételével az összes sprintfutamot megnyerte (az előző idény utolsó versenyének megnyerése okán sorozatban 15 győzelmet arattak, ami abszolút rekord), a versenyben az élen töltött körök számában 1003 megtett körrel toronymagasan Max Verstappen volt az első, aki egymaga sorozatban tíz versenyt nyert meg, megdöntve ezzel egy újabb rekordot. A Red Bull hat, Verstappen öt futammal a bajnokság vége előtt világbajnok lett.

## Áttekintés
Már a szezon eleji teszteken is látszott, hogy az RB18 továbbfejlesztéseként tervezett autó egy nagyon jó konstrukció, ami aggodalommal töltötte el a riválisokat. Stabil volt, könnyen vezethető, és műszaki problémák sem hátráltatták őket.
Az idényt rögtön két kettős győzelemmel kezdték, először Verstappen, majd Perez győzedelmeskedett. A sorminta egészen Miamiig megmaradt, már ekkor látható volt, hogy a futamokat nagy fölénnyel nyerő Red Bull két pilótája harcolhat érdemben a bajnoki címért. Monacóban aztán Verstappen győzött, Perez pedig az egész hétvégéjét tönkretette azzal, hogy már az időmérő Q1-es szakaszában összetörte az autóját - nem is szerzett pontot.
Miamitól Olaszországig Verstappen tíz versenyt nyert meg, megdöntve Sebastian Vettel 2013-as (és Alberto Ascari 1952-53-as) rekordját. Ezzel szemben Perez hullámzó teljesítményt nyújtott, rendszeressé vált, hogy az időmérő Q3-as szakaszába se jutott be, igaz, a teljesítménybeli fölénynek köszönhetően rendre pontszerző helyeken végzett. Ezzel azonban elvesztette az esélyét arra, hogy érdemben harcolhasson a világbajnoki címért.
A nagy sorozat Szingapúrban szakadt meg. Az FIA a versenyhétvége előtt közölte, hogy szigorúbban fogják vizsgálni a csapatoknál a szabálytalan, verseny közben meghajló szárnyakat. Ezt követően mind Verstappen, mind Perez az autó vezethetetlenségére panaszkodtak, kiestek már az időmérő Q2-es szakaszában, és a gumikkal való taktikázással is csak egy szép pontszerzésre jutottak. Japánban Verstappen ismét tönkreverte a mezőnyt, így a Red Bull konstruktőri bajnok lett. Perez már viszonylag korán kiesett a versenyből egy baleset miatt, viszont mivel büntetés várt volna rá, ezért visszaküldték körözni, majd másodszor is kiesett. Verstappen a következő, katari hétvége sprintfutamán lett világbajnok, miután Perez ismét versenybaleset áldozata lett.
Amerikában Verstappen harmadszor is nyert az idényben sprintfutamot, majd a futamot is, habár a mögötte haladó Lewis Hamilton és Lando Norris alaposan megnehezítették a dolgát. Mexikóban hazai versenyén Perez egy rajtbalesetben rögtön az elején kiesett. A hátralévő négy versenyt Verstappen különösebb nehézségek nélkül nyerte meg, és a szezonzárón elért egy újabb rekordot: több mint ezer élen töltött kört ért el egy idényben.

## Rekordok
A Red Bull RB19-es számos rekordot állított be és döntött meg.
- Legtöbb győzelem sorozatban (14, az előző évi utolsó futamgyőzelmével együtt 15, de azt az RB18-cal érték el)
- Legtöbb győzelem sorozatban egy versenyzőtől (Max Verstappen, 10)
- Legtöbb élen töltött kör (1149, az összes kör 86,7%-a)
- Legtöbb élen töltött kör egy versenyző által (Max Verstappen, 1003, az összes kör 75,6%-a)
- Legtöbb konstruktőri pont a világbajnokságban (860)
- Legnagyobb pontelőny konstruktőri bajnokságban (451)
- Legtöbb győzelem egy idényben (21, nem számítva a sprintfutamokon aratott 5 győzelmet)
- Legtöbb győzelem egy versenyzőtől egy idényben (Max Verstappen, 19)

## Eredmények
| Év   | Csapat                 | Motor          | Gumik | Pilóták    | Grands Prix | Grands Prix | Grands Prix | Grands Prix | Grands Prix | Grands Prix | Grands Prix | Grands Prix | Grands Prix | Grands Prix | Grands Prix | Grands Prix | Grands Prix | Grands Prix | Grands Prix | Grands Prix | Grands Prix | Grands Prix | Grands Prix | Grands Prix | Grands Prix | Grands Prix | Pontok | Helyezés |
| Év   | Csapat                 | Motor          | Gumik | Pilóták    | BHR         | SAU         | AUS         | AZE         | MIA         | MON         | ESP         | CAN         | AUT         | GBR         | HUN         | BEL         | NED         | ITA         | SIN         | JPN         | QAT         | USA         | MXC         | SAP         | LVG         | ABU         | Pontok | Helyezés |
| ---- | ---------------------- | -------------- | ----- | ---------- | ----------- | ----------- | ----------- | ----------- | ----------- | ----------- | ----------- | ----------- | ----------- | ----------- | ----------- | ----------- | ----------- | ----------- | ----------- | ----------- | ----------- | ----------- | ----------- | ----------- | ----------- | ----------- | ------ | -------- |
| 2023 | Oracle Red Bull Racing | Honda RBPTH001 | P     | Perez      | 2           | 1           | 5           | 1 1         | 2           | 16          | 4           | 6           | 3 2         | 6           | 3           | 2           | 4           | 2           | 8           | KI          | 10          | 4 5         | KI          | 4 3         | 3           | 4           | 860    | 1.       |
| 2023 | Oracle Red Bull Racing | Honda RBPTH001 | P     | Verstappen | 1           | 2           | 1           | 2 3         | 1           | 1           | 1           | 1           | 1           | 1           | 1           | 1 1         | 1           | 1           | 5           | 1           | 1 2         | 1 1         | 1           | 1           | 1           | 1           | 860    | 1.       |

- † – Nem fejezte be a futamot, de rangsorolva lett, mert teljesítette a versenytáv 90%-át.

Félkövérrel jelölve a leggyorsabb kör, dőlt betűvel a pole pozíció.
Verstappen az osztrák, az azeri, a sao paulói és az amerikai sprintfutamon 8, a katarin 7, az azerin 6 pontot szerzett.
Pérez az azeri sprintfutamon 8, az osztrákon 7, a sao paulóin 6, az amerikain 4 pontot szerzett,

## Fordítás
- Ez a szócikk részben vagy egészben  a   Red Bull Racing RB18 című angol Wikipédia-szócikk ezen változatának fordításán alapul.  Az eredeti cikk szerkesztőit annak laptörténete sorolja fel. Ez a jelzés csupán a megfogalmazás eredetét és a szerzői jogokat jelzi, nem szolgál a cikkben szereplő információk forrásmegjelöléseként.